# Microchilus laegaardii
Microchilus laegaardii är en orkidéart som beskrevs av Paul Ormerod. Microchilus laegaardii ingår i släktet Microchilus och familjen orkidéer. Inga underarter finns listade i Catalogue of Life.